# Selawik (rivière)
Pour les articles homonymes, voir Selawik.
La rivière Selawik est une rivière au nord-ouest de l'Alaska aux États-Unis, de 225 km de long.
Elle prend sa source dans les montagnes Prucell, coule à travers le Refuge faunique national de Selawik, se déverse dans le lac Selawik, lequel rejoint le Golfe de Kotzebue, dans la Mer des Tchouktches. Ce cours d'eau est à la latitude du Cercle Arctique.
Le village de Selawik se trouve au bord de la rivière, laquelle est utilisée par les habitants pour la pêche de subsistance, et par les touristes pour le rafting et la pêche sportive.

## Affluents
- Kugarak – 58 miles (93 km)
- Tagagawik – 85 miles (137 km)